# Золотые ворота (фильм, 1994)
«Золотые ворота» (англ. Golden Gate) — кинофильм.

## Сюжет
Кевин Уокер (Мэтт Диллон) заканчивает учёбу на юридическом факультете в начале 1950-х и устраивается на работу в сан-францисском отделении ФБР. Ему поручают отслеживать коммунистов среди китайского населения. Среди прочих в тюрьме оказывается и работающий в прачечной Чэнь Чжун Сун (Ма Чжи), который, выйдя на свободу, кончает жизнь самоубийством, бросившись с моста «Золотые ворота».
Спустя годы Кевин знакомится с Мэрилин (Джоан Чен), повзрослевшей дочерью китайца, влюбляется в неё, и понимает, что совершил тогда большую ошибку.

## В ролях
- Мэтт Диллон — Кевин Уокер
- Джоан Чэнь Чун — Мэрилин
- Элизабет Морхед — служащий в приёмной
- Бруно Кёрби — Рон Пирели
- Тери Поло — Синтия
- Джек Ширер — шеф ФБР
- Кион Ян — Бенни Ин
- Ма Чжи (Ма Цзи) — Чэнь Чжун Сун
- Пэдди Морисси — агент